# Andrei Sin
Andrei Dumitru Sin (sinh ngày 26 tháng 10 năm 1991) là một cầu thủ bóng đá người România thi đấu cho CSM Politehnica Iași ở vị trí hậu vệ trái.